# Snamenka-Schloss

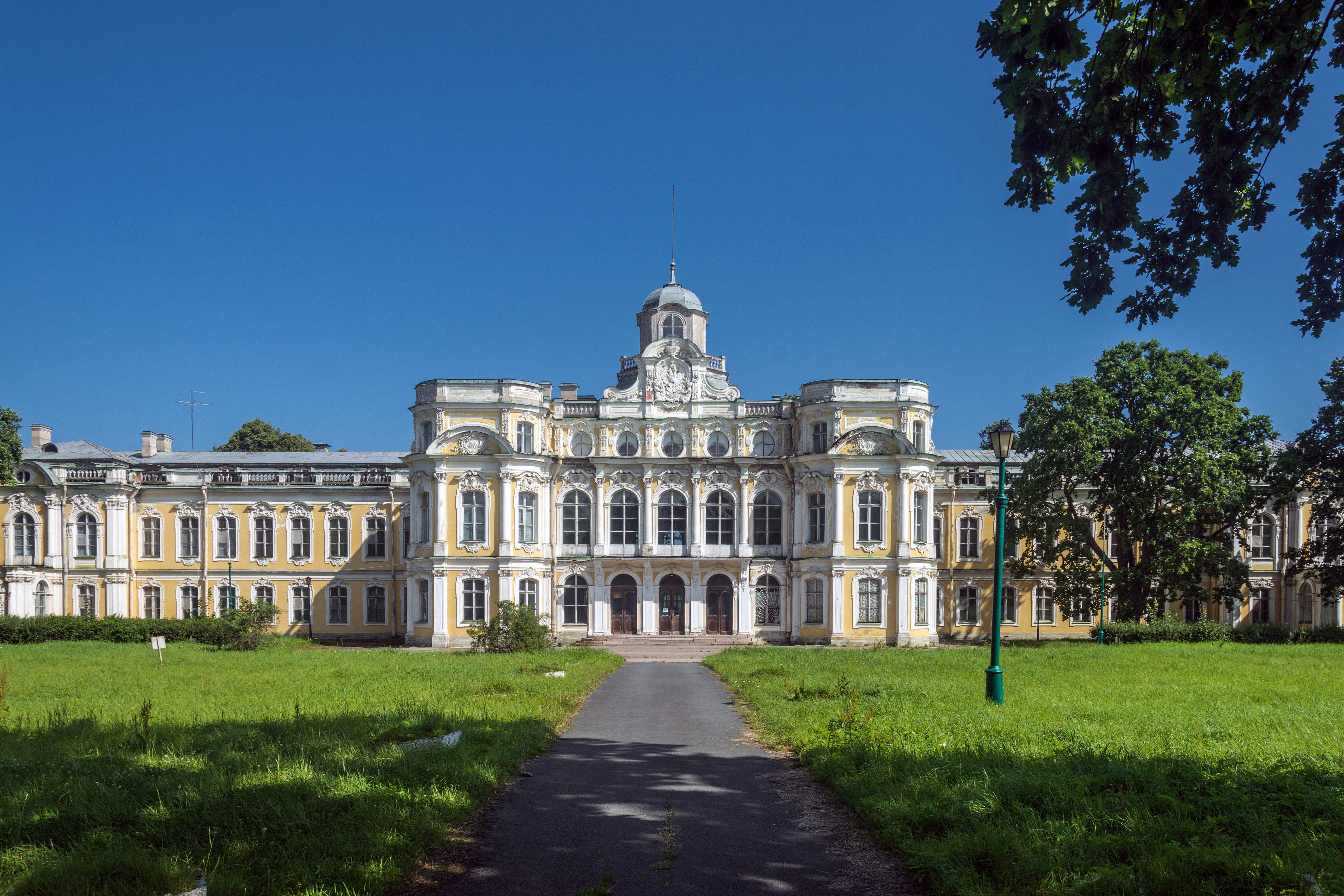
Snamenka-Schloss

Snamenka (russisch Знаменка) ist ein russisches Schloss am Finnischen Meerbusen ungefähr 20 Kilometer außerhalb von Sankt Petersburg auf dem Weg nach Peterhof.
Das Schloss wurde 1754 im Stil des Rokoko an einem Hang zum Meer errichtet. Das zugehörige Gut umfasste etwa 12 Hektar mit zahlreichen Vorrats- und Wirtschaftsgebäuden, Gewächshäusern, Kirche, Garten, Park, einem gleichnamigen Dorf sowie einem weiteren mit etwa 20 Höfen (Schuwalowka). Nach einer Reihe von russischen Adligen gehörte Snamenka seit dem 18. Jahrhundert den Romanows und wurde von diesen überwiegend im Sommer bewohnt.
An der Gestaltung des Schlosses und der Nebengebäude waren die Architekten A. F. Kokorinow, Andrej I. Stakenschneider, A. W. Kwassow und Harald Julius von Bosse beteiligt. Bosse errichtete dabei von 1852 bis 1860 einen weitläufigen Pferdestall mit Winkeltürmen für die Dienerschaft.
Während des Zweiten Weltkrieges teilweise zerstört, wurde das Schloss später durch M. M. Plotnikow wiederhergestellt und wird seither als Hotel genutzt.